# United States Fleet Activities Yokosuka
United States Fleet Activities Yokosuka (横須賀海軍施設 Yokosuka kaigunshisetsu?) är namnet på den del av örlogshamnen i Yokosuka, beläget på Miurahalvön i Kanagawa prefektur i Japan, som kontrolleras av USA:s flotta. Den största delen av hamnen har kontrollerats av USA ända sedan den japanska kapitulationen efter andra världskrigets slut 1945. 

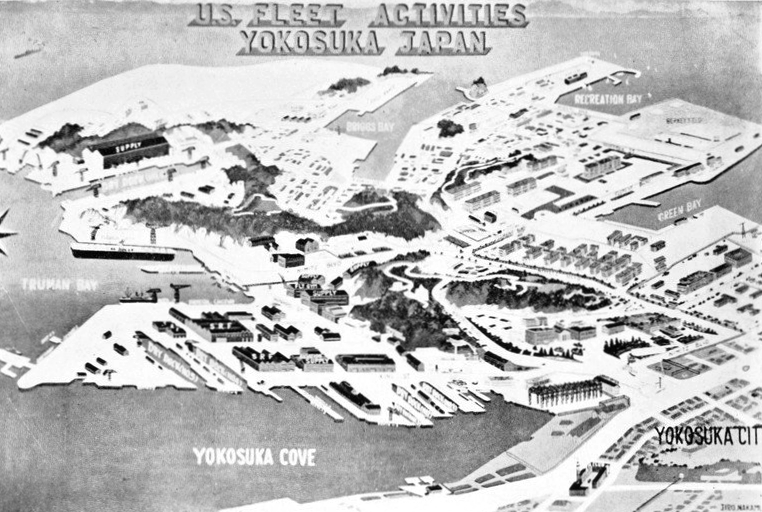
Målad bild av örlogsbasen i Yokosuka från 1957.

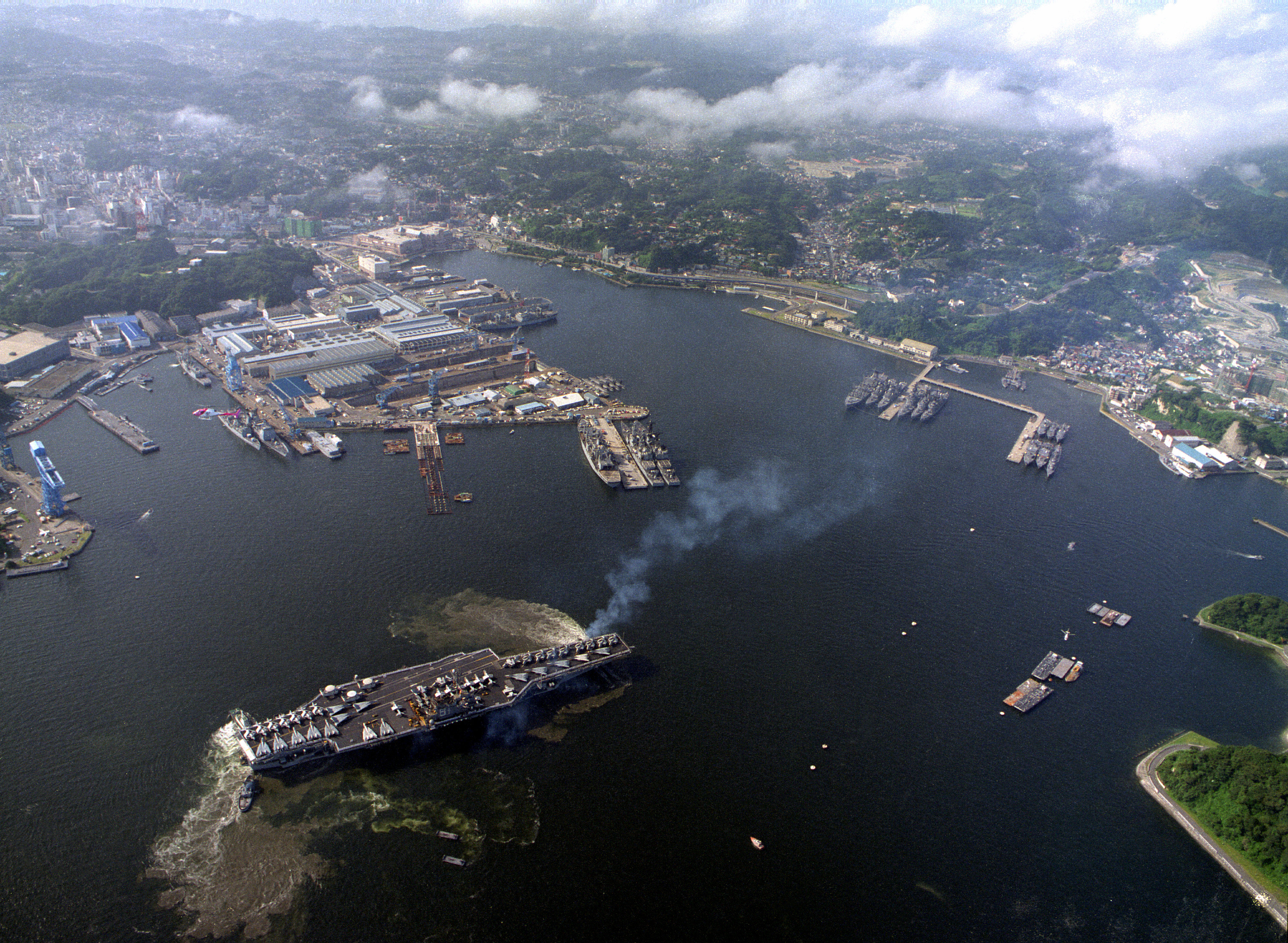
I förgrunden syns hangarfartyget assisteras av bogserbåtar. Den större delen av basen till höger i bilden kontrolleras av USA:s flotta och den mindre till höger av Japans maritima självförsvarsstyrkor. Bilden är tagen 18 augusti 1992.

Örlogsbasen i Yokosuka utgör den viktigaste amerikanska marinbasen i den västra delen av Stilla havet och är den största amerikanska militäranläggningen i Japan. Basen är belägen vid Tokyobuktens inlopp 65 kilometer söder om Tokyo.

## Bakgrund

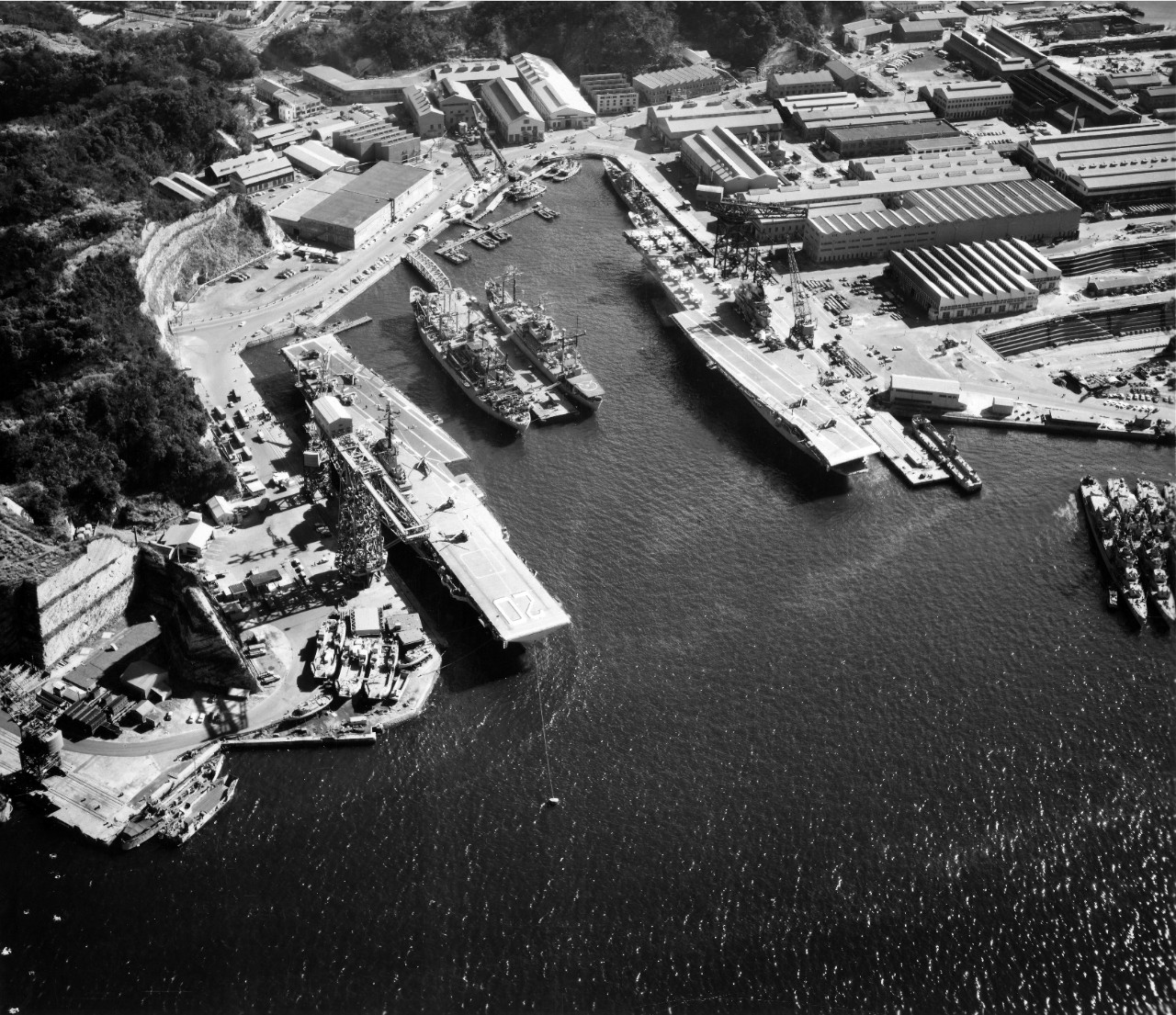
Bild över örlogsbasen från 1963 med hangarfartygen och.

Basen uppfördes under Tokugawa-shogunatet efter att dess finansminister, Oguri Kozukenosuke, 1860 beslutat att Japan måste ha ett ordentligt skeppsvarv för stora fartyg för att kunna hävda sig i världshandeln. Representanter från Frankrike bjöds och dessa kunde konstatera att Yokosuka topografiskt påminde om hamnen i Toulon.
Under andra världskriget var verksamheten för Kejserliga japanska flottan på högtryck och som mest arbetade 40 000 arbetare i vad som förutom skeppsvarv även var vapenfabrik, ammunitionsdepå, bränsledepåer och en flygbas. 30 augusti 1945 överlät den japanska befälhavaren för örlogsbasen den till de allierade styrkorna, som leddes av USA. Efter Koreakrigets utbrott i juni 1950 ökade basens betydelse, vilket den även kom att göra under Vietnamkriget.
Ockupationen av Japan upphörde 1952 och två år senare återfördes en mindre del av basen för Japans nyinrättade marinstyrkor inom Japans självförsvarsstyrkor.
Hangarfartygen som genom åren var baserade på Yokosuka var fram till 2008 samtliga med konventionell drift och inte med atomdrift, vilket samtliga amerikanska hangarfartyg som byggts från 1970-talet har som drivkälla. Efter att det sista hangarfartyget med konventionell drift i aktiv tjänst i den amerikanska flottan, USS Kitty Hawk (CV-63), togs ur drift kom USA och den japanska regeringen överens om att tillåta ett atomdrivet hangarfartyg att baseras i Japan.

## Verksamhet
Anläggningen är 2.3 km² stor och där finns bland annat högkvarteret för USA:s sjunde flotta, inklusive dess ledningsfartyg USS Blue Ridge (LCC-19). Örlogsbasen är den enda utanför USA vid vilket ett amerikanskt hangarfartyg och dess tillhörande stridsgrupp (engelska: Carrier Strike Group) med kryssare och jagare är permanent baserad. Sedan oktober 2015 är det USS Ronald Reagan (CVN-76), avlösande USS George Washington (CVN-73), som har Yokosuka som hemmahamn.